# Kejsarn av Portugallien
Kejsarn av Portugallien är en roman av den svenska författarinnan Selma Lagerlöf. Den publicerades 1914 på Albert Bonniers förlag.
Romanen utspelas på 1860- eller 1870-talet i Lagerlöfs hembygd i Värmland och handlar om torparen Jan i Skrolycka. Han älskar sin dotter över allt annat, men när hon flyttar till Stockholm och aldrig hör av sig, sjunker han in i en drömvärld där hon är förnäm kejsarinna av Portugallien och han tror att han själv är kejsare. Hela hans tillvaro domineras av tankarna på hennes återkomst och vad som då ska ske. I rollen som kejsare bosatt i den fattiga skogsbygden kan han ifrågasätta traktens sociala hierarkier; iförd sina kejserliga regalier sätter han sig längst fram i kyrkan, tar plats vid honnörsbordet på bjudningar han försöker umgås med traktens godsägare.

## Handling
Torparen och daglönaren Jan Anderson och Katrina i Skrolycka blir föräldrar till dottern Klara. När han första gången får ta sin lilla dotter i famnen fylls han av en djup faderskärlek, och hans liv får en mening som det inte haft förut. Den lilla flickan får namnet Klara Fina Gulleborg, ibland kallad Klara Gulla och ibland Klara Fina. I de första kapitlen får man via anekdoter följa flickans uppväxt och hur hon och hennes far håller ihop. Hon är klok, kan klara sig ur besvärliga situationer och är en stolthet för sina föräldrar Jan och Kattrina.
Jans husbonde Erik i Falla dör efter en olycka i skogen och gården tas över av hans svärson Lars Gunnarsson. Den nye husbonden anser att han äger marken som Jans rangliga stuga står på, och vill ha 100 riksdaler för marken. Dessutom vill handelsman i Broby ha 100 riksdaler som Jan är skyldig. Familjen hotas av vräkning om Jan inte kan få ihop 200 riksdaler före första oktober, och Klara Fina, som nu fyllt 17 år, erbjuder sig att resa till Stockholm för att arbeta ihop summan. Efter att ha fått tillstånd att resa upptäcker Jan att hon har gått upp på ett berg och i sin glädje över att få lämna hembygden sjunger hon för full hals. Strax efter midsommar reser hon iväg med ångbåten Anders Fryxell.
Jan har alltid haft ett rikt fantasiliv, och när ångbåten har försvunnit ur syne inbillar han sig plötsligt att Klara Fina har kommit tillbaka i roddbåt och bett föräldrarna att hålla ihop medan hon är borta. Under hennes bortavaro får de ett par brev, men när föräldrarna står nere vid ångbåtsbryggan den 1 oktober är hon inte med. På kvällen är Jan deprimerad och grannarna är på besök och sitter och viskar om Klara Fina som inte kom hem som väntat. In genom stugdörren kommer riksdagsman Karl Karlsson i Storvik med ett brev från Klara Gulla. I brevet skriver hon att hon har fått plats hos en dam i Stockholm och genom arbete och förskott på lönen har hon fått ihop 200 riksdaler som hon bifogar brevet. I Stockholm kommer hon att stanna tills hon har gjort rätt för sig.
Jan sjunker in i en depression och han börjar inbilla sig att Klara Gulla har skickat meddelanden till hans grannar. Han låter fantasin löpa iväg, och inbillar sig vad dottern gör i Stockholm. Ju längre hon är borta, desto mer sjunker han in i en drömvärld. En höstkväll träffar Jan mor i Falla. Jan erkänner, ehuru inlindat, att det inte gick rätt till när Erik i Falla dog vintern innan, att styvsonen Lars Gunnarsson medvetet sackade sig så att den gamle bonden förfrös sig i väntan på hjälp. Tacksam över att ha fått svar på sina frågor ger husmor en käpp med en silverknopp samt en kask till Jan som har gått i arv i bondens släkt.
Bland folket i trakten börjar det snart skvallras att Klara Gulla har prostituerat sig i Stockholm. Jan är olycklig och söker sig ned till ångbåtsbryggan för att vänta på dottern. Han börjar inbilla sig att dottern är kejsarinnan Klara av Portugallien och att när hon kommer hem kommer hon att göra en majestätisk entré, omgiven av kungar och soldater. Några brev eller meddelanden från Klara Fina kommer inte. I augusti, ett år efter Klara Gullas avfärd, får också Jan höra ryktena om att hon har prostituerat sig men sjunker djupare in i sina fantasier. Iklädd kasken, käppen och med två pappersstjärnor på bröstet kallar han sig för kejsar Johannes av Portugallien. Med kejsarvärdigheten tar han sig rätt att göra sådant som ingen backstugusittare skulle göra, som att uppvakta löjtnant Liljecrona på Lövdala på dennes födelsedag eller sätter sig oombedd vid honnörsbordet när det är bjudning. För envar som vill höra på berättar han om det lyckliga landet Portugallien.
Jans märkliga syner visar sig ha kraft, till exempel när han hjälper sin granne notbindarn att hitta en revers som har varit försvunnen i många år. När det är dags för husförhör i socknen berättar Jan för alla att Lars Gunnarsson lät sin svärfar Erik i Falla ligga i snön så länge att han dog men att Lars har chansen fram till midsommar att ångra sina synder. Lars skrattar bort det hela men pratet börjar gå i bygden. Nervositeten får bonden att börja dricka och när tidsfristen är ute kör han ihjäl sig.
Det dröjer 15 år innan Klara Gulla återvänder hem. Hon chockas över den förvandling hennes far genomgått och när Jan en dag är borta från hemmet tar hon sin mor med sig för att resa till Malmö och börja ett nytt liv. Precis när ångbåten lagt ut från bryggan med de två ombord dyker dock Jan upp och han kastar sig i vattnet för att stoppa ångbåten. Han drunknar men det dröjer lång tid innan man hittar kroppen. Nu är det Klara Gulla som vankar omkring på bryggan utan att kunna få frid innan fadern har fått en ordentlig begravning. När Jan till slut ska begravas kommer hela socknen till kyrkan för att ta farväl och Klara Gulla inser hur mycket hennes far älskade henne.

## Produktion

### Tillkomst
En av Selma Lagerlöfs närmaste vänner var Valborg Olander, adjunkt vid folkskoleseminariet i Falun. I ett brev till henne den 20 februari 1914 skrev Lagerlöf att hon har börjat på en ny novell: "Jag hade ju börjat den i höstas redan, men då visste jag sannerligen inte vad som skulle hända i den. Den var så tråkig. Nu har boken blivit rolig att tänka på genom en sådan där hastig tankeblixt. Och nu blir den nog skriven också." Efter första världskrigets utbrott var Lagerlöf orolig att publiken skulle sluta läsa fredliga böcker om fredliga människor. Hon hade tänkt att Kejsarn av Portugallien skulle sluta storstilat med en kollision mellan två ångbåtar men detta melodramatiska grepp avvärjde Olander. När boken var klar skrev Lagerlöf till henne: "Så som det nu har blivit efter alla ändringar, tycker jag, att det är märkvärdigt rätt. Jag menar att problemet har fått den lösning som det borde. [...] Kanske att dessa kapitel kunde ha varit bättre skrivna, men innehållet är som det skall vara, och det är ganska förvånande, då man tänker på den ångest och brådska och famlande ovisshet, varunder de författats.
I brev till sin vän Sophie Elkan skrev Lagerlöf på hösten 1914 om bakgrunden till boken: "Handlingen försiggår här i Emtervik i min barndom med alla de gamla figurerna här som bipersoner. Ja huvudpersonen är nog verklig han också, en stackars gubbe som sörjde sig galen av längtan efter sin dotter. [...] Jag ville ha in något av det rörande och naiva, som fanns hos den stackars gubben. Jag vet inte om jag lyckas, jag är just på den punkten, då man ingenting vet.
För sin förläggare Karl Otto Bonnier föreslog Lagerlöf att romanen skulle kallas En svensk kung Lear. Shakespeares pjäs Kung Lear handlar om den engelske kungen som ska dela upp sitt rike till sina tre döttrar och ju mer de älskar sin far, desto större del ska de få. Den yngsta dottern Cordelia förklarar att hon inte älskar sin far mer än vad en dotter bör göra och för detta blir hon förskjuten. När kungen har abdikerat blir han galen när han inser att hans två äldsta döttrar har varit falska mot honom och att den enda som älskade honom var Cordelia. Edström (2006) menar att både kung Lear och Kejsarn av Portugallien handlar om en generationskonflikt, förhållandet mellan far och dotter och hur man skall följa det fjärde budet, du ska hedra din far och din mor Generationskonflikten förstärks ytterligare i bihandlingen: Lars Gunnarssons ansvar för sin svärfars död samt berättelsen om notbindarn och dennes ansvar mot sina barn för att han förlorade familjens förmögenhet.
Wägner (1944) menar att Lagerlöf talar från egen erfarenhet i avsnittet när hon låter Jan i Skrolycka förmana sig själv att inte förhäva sig mot de andra i socknen trots att han har blivit kejsare: "I hela sitt liv hade han sett sig led åt hur människor sökte att förhäva sig över varandra och inte ville han nu göra på samma sätt. Men han märkte nog att det inte var så lätt att hålla sig vid den rätta ödmjukheten för en som hade blivit så upphöjd, att det numera inte fanns någon i hela socknen som var like." Lagerlöf hade ju vuxit upp i Östra Ämtervik och hade nu flyttat tillbaka som akademiledamot, nobelpristagare och firad författare.

### Universum
Handlingen utspelas i Östra Ämtervik i Värmland, men de geografiska namn som används i romanen är påhittade, fastän lätt maskerade. Ämtervik har fått namnet Svartsjö, sjön Löven är Fryken, godset Lövdala är Mårbacka och löjtnant Liljecrona på Lövdala är Selma Lagerlöfs far Erik Gustaf Lagerlöf. De tre småmamsellerna från Lövdala som kommer på besök hos Jan i Skrolycka är Selma Lagerlöf själv och hennes systrar Anna och Gerda. Lövdala och familjen Liljecrona hade Lagerlöf skrivit om tidigare i romanen Liljecronas hem 1911, men då var förebilden hennes farfar Daniel Lagerlöf.

## Mottagande
Romanen publicerades på Albert Bonniers förlag i slutet av 1914, med teckningar av Albert Engström. Den blev en succé både hos publiken och hos tidningarnas recensenter som menade att romanen låg på samma nivå som Lagerlöfs tidigare romaner Gösta Berlings saga och första delen av Jerusalem.
Författaren P.O. Enquist menar att berättelsen kan tolkas som Selma Lagerlöfs eget uppror mot sin far som ledde till att hon kunde börja på lärarinneseminariet men också den egna skulden över faderns alkoholism som ledde till hans död. Enquist utvecklar detta i sin bok Selma Lagerlöf och kärleken, 1997.

## Bearbetningar och i kulturen
1919 sålde Lagerlöf filmrättigheterna för alla sina dittills utgivna verk till Svenska Biografteatern och de följande åren kom det varje år ut filmatiseringar av hennes verk. Kejsarn av Portugallien blev dock aldrig filmatiserad i Sverige vid denna tid. 1925 köpte det amerikanska filmbolaget Metro-Goldwyn-Mayer filmrätten av Lagerlöf för 5 000 dollar, och med Victor Sjöström som regissör spelades samma år The Tower of Lies in. Denna inspelning finns endast kvar som stillbilder.
1944 var Sjöström konstnärlig ledare för Svensk Filmindustri, och SF köpte den svenska filmrätten av MGM för 500 dollar. För säkerhets skull köpte man även filmrätten av Lagerlöfs dödsbo för 6 000 kronor. Samma år hade Kejsarn av Portugallien premiär, med regi av Gustaf Molander, med Victor Sjöström som Jan i Skrolycka och Gunn Wållgren som Klara Gulla. I denna version får man veta närmare hur det gick i Stockholm och det finns också en kärlekshistoria mellan Klara Gulla och skolkamraten August Där Nol. Husförhöret har ändrats till mor i Fallas 75-årsdag och Klara Gulla återvänder redan efter fem år.
1992 var det premiär för TV-filmen Kejsarn av Portugallien, regisserad av Lars Molin och med Ingvar Hirdwall och Cecilia Ljung i huvudrollerna.
I skriftsamlingen Troll och människor finns en novell som heter "Monarkmötet", där Jan möter kung Oskar II.